# Carl Constantin Christian Haberle
Carl Constantin Christian Haberle (Erfurt, 11 febbraio 1764 – Pest, 31 maggio 1832) è stato un botanico, meteorologo, farmacologo e mineralogista austriaco.

## Biografia
Studiò filosofia e diritto presso le università di Erfurt e Magonza. Dopo lavorò per alcuni anni come insegnante, continuò i suoi studi presso le università di Erlangen e Freiberg. Nel 1817 fu direttore di Botanica presso l'Università di Pest e nel 1818 fu nominato presidente; era anche direttore del giardino botanico.
Scoprì il genere di piante che porta il suo eponimo nei Monti Rodopi, in Bulgaria. Lavorò nei campi della meteorologia e della mineralogia (denominata aluminita).

## Opere
- 1796. Meine Gedanken über Erziehung, als Entwurf zu einer musterhaften Erziehungsanstalt
- 1804. Beobachtungen über die Gestalt der Grund- und Keimkrystalle des schörlartigen Berils und dessen übrige oryctorgnostische und geognostische Verhältnisse
- 1805. Beiträge zu einer allgemeinen Einleitung in das Studium der Mineralogie. Weimar
- 1805. Beschreibung einer Sammlung von Crystallmodellen. Weimar
- a.j.g.c. Batsch. 1805. Pflanzenreich.
- 1806. Charakterisirende Darstellung der gemeinnützigsten, so wie der am öftersten vorkommenden Mineralien.... Weimar
- 1806. Das Gewächsreich
- 1806. Beobachtungen über das Entstehen der Sphaeria lagenaria Pers., so wie des Merulius destruens Pers. Erfurt
- 1810. Meteorologisches Jahrbuch zur Beförderung gründlicher Kenntnisse von allem, was auf Witterung und Lufterscheinungen Einfluss hat. Weimar, 1810-12. 3ª parte Meteorologisches Jahrbuch
- 1811. Meteorologisches Tagebuch für das Jahr 1810 u. 1811. Weimar
- 1811. Meteorologische Hefte für Beobachtung und Untersuchung zur Begründung der Witterungslehre. Weimar, 1810-1812. Tres folletos
- 1811. Ueber Witterungsbeurtheilung und -erspähung; oder, ausführliche Uebersicht dessen, was bisher zur wissenschaftlichen Begründung der Meteorologie geschahe, und noch dafür zu thun ist
- Johann Konstantin Schuster. 1825. De stipae noxa
- 1830. Succincta rei herbariae Hungaricae et Transsilvanicae historia. Ed. Typis REgiae Universitatis Hungaricae, 66 pp. en línea